# Крейчий, Ян (геолог)

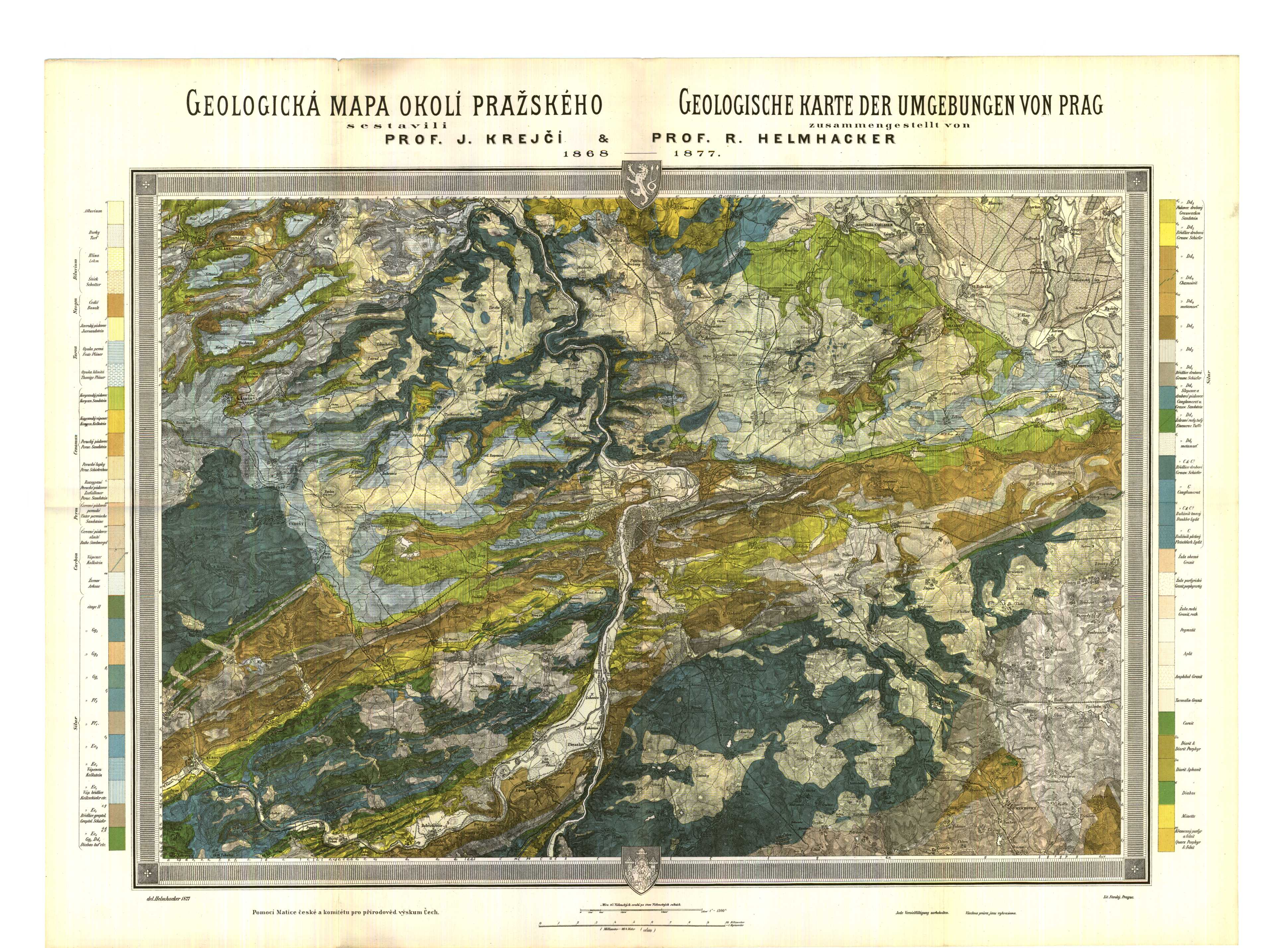
Геологическая карта Праги и окрестностей, 1877. Ян Крейчий и Рудольф Хельмхакер

Ян Крейчий (чеш. Jan Krejčí; 28 февраля 1825, Клатови — 1 августа 1887, Прага) — чешский географ и геолог.
Окончил политехническое училище в Праге (1848), где изучал химию и минералогию. С 1849 года заведовал минералогической коллекцией пражского Национального музея. В 1860—1862 годах был директором гимназии в Писеке, затем вернулся в Прагу, преподавал в политехническом училище, с 1864 года — профессор, а после преобразования училища в Политехнический университет в 1867—1871 годах был его ректором. С 1881 года — профессор Карлова университета в Праге.
Основополагающий труд Крейчего — книга «Геология, или Наука о формах земли, с особым вниманием к ландшафтам Чехословакии» (чеш. Geologie čili nauka o tvarech zemských se zvláštním ohledem na krajiny Československé; 1879). Описал также свои «Путешествия по Германии, Швейцарии, Франции и Англии» (1862), оставил целый ряд других работ по минералогии, орографии, зоологии и т. д.